# Тропическа буря (филм)
„Тропическа буря“ (на английски: Tropic Thunder) е екшън комедия на режисьора Бен Стилър.

## Актьорски състав
| Актьор               | Роля                |
| -------------------- | ------------------- |
| Бен Стилър           | Тъг Спийдман        |
| Робърт Дауни Джуниър | Джеф Портной        |
| Джак Блек            | Кърк Лазарус        |
| Стив Куган           | Деймиън Кокбърн     |
| Джей Барушел         | Кевин Сандъски      |
| Брандън Т. Джаксън   | Алпа Чино           |
| Дани Макбрайд        | Коди Ъндърууд       |
| Ник Нолти            | сержант Джон Тейбек |
| Том Круз             | Лес Гросман         |
| Матю Макконъхи       | Рик Пек             |
| Бил Хейдър           | Роб Слолом          |

## Награди и номинации
| Категория                             | Номиниран(и)                         | Резултат                    |
| Оскар (22 февруари 2009 г.)           | Оскар (22 февруари 2009 г.)          | Оскар (22 февруари 2009 г.) |
| ------------------------------------- | ------------------------------------ | --------------------------- |
| Най-добра поддържаща мъжка роля       | Робърт Дауни Джуниър                 | номинация                   |
| Награда на БАФТА (8 февруари 2009 г.) |                                      |                             |
| Най-добър актьор в поддържаща роля    | Робърт Дауни Джуниър                 | номинация                   |
| Златен глобус (11 януари 2009 г.)     |                                      |                             |
| Най-добър актьор в поддържаща роля    | Робърт Дауни Джуниър                 | номинация                   |
| Най-добър актьор в поддържаща роля    | Том Круз                             | номинация                   |
| Сателит (14 декември 2008 г.)         |                                      |                             |
| Най-добър филм – мюзикъл или комедия  | Най-добър филм – мюзикъл или комедия | номинация                   |
| Най-добър актьор в поддържаща роля    | Робърт Дауни Джуниър                 | номинация                   |
| Емпайър (29 март 2009 г.)             |                                      |                             |
| Най-добра комедия                     | Най-добра комедия                    | номинация                   |